# Estación El Fortín
El Fortín es una estación ferroviaria ubicada en la localidad del mismo nombre, Departamento San Justo, Provincia de Córdoba, Argentina.

## Servicios
La estación corresponde al Ferrocarril General Bartolomé Mitre de la red ferroviaria argentina. No presta servicios de pasajeros, sus vías e instalaciones están concesionadas a la empresa de cargas Nuevo Central Argentino.